# زاتوپک ۵۹۱۰
سیارک ۵۹۱۰ (به انگلیسی: 5910 Zatopek، نامگذاری:1989WH4) پنج هزار و نهصد و دهمین سیارک کشف شده‌است که در ۲۹ نوامبر ۱۹۸۹ کشف شد.
قدر مطلق سیارک برابر ۱۳٫۶۰ است.